# Lista conților de Verdun
Conții de Verdun (astăzi în estul Franței), au fost, de-a lungul evului mediu, în numeroase rânduri conducători ai Lotharingiei; descendenții celor mai timpurii conți au fost de asemenea margrafi de Toscana și conducători în Orientul latin după prima cruciadă.  
- până la 923 Ricwin, căsătorit pentru a doua oară cu Cunigunda, văduva contelui Wigeric de Bidgau
- 923–944 Otto, de asemenea duce de Lotharingia din 940, fiul lui Ricwin din prima căsătorie a acestuia
  - necunoscut
- 963–1002 Godefroi I, numit Prizonierul, fiul contelui Gothelo de Bidgau, fiul lui Wigeric cu Cunigunda, și Uda de Metz; căsătorit cu Matilda, fiica ducelui Herman de Saxonia

În 990, împăratul Otto al III-lea l-a transformat pe episcopul de Verdun suveran, principe secular de Verdun și al împrejurimilor sale, delegându-i dreptul de a-i nominaliza pe conți.
- 1002–1012 Godefroi al II-lea, fiul al precedentului; de asemenea, duce de Lotharingia de la 1012 până la moartea sa din 1023
- 1012–1022 Frederic, fratele precedentului
- 1022–1024 Herman (d. 1029), fratele precedentului, retras la mănăstire
- 1024–1025 Ludovic, de asemenea conte de Chiny; a primit comitatul de la episcopul Raimbert, ucis de către Gothelo de Lotharingia, fratele lui Herman, care a cucerit orașul și l-a acordat ca apanaj lui Godefroi, fiul său
- 1025–1069 Godefroi al III-lea, numit cel Bărbos, de asemenea duce de Lorena de la 1044 și de Lotharingia Inferioară de la 1065; a fost deposedat de stăpânirile sale, inclusiv Verdun, de către împăratul Henric al III-lea, dar a fost restaurat
- 1069–1076 Godefroi al IV-lea, numit cel Cocoșat, fiul precedentului, de asemenea duce de Lotharingia
- 1076–1086 Matilda de Toscana, numită la Gran Contessa, văduva precedentului, de asemenea marchiză de Toscana
- 1086–1095 Godefroi al V-lea (d. 1100), nepotul de frate al lui Godefroi al IV-lea, de asemenea duce de Lotharingia din 1089 și apărător al Sfântului Mormânt din 1099
  - necunoscut
- 1100–1105 Theodoric I, de asemenea conte de  Montbéliard și Bar
- 1105–1134 Reginald I (d. 1149), numit le Borgne, fiul precedentului, de asemenea conte de  Montbéliard și Bar

În 1134, episcopul l-a depus pe Reginald și a realipit comitatul la posesiunile episcopale.